# Cochise County
Cochise County is een county in de Amerikaanse staat Arizona. De staat is genoemd naar de beroemde Apache-leider Cochise.
De county heeft een landoppervlakte van 15.979 km² en telt 117.755 inwoners (volkstelling 2000).

## Geschiedenis
Cochise werd op 1 februari 1881 afgesplitst van Pima County. Tot 1929 was de hoofdstad Tombstone (bekend van het Vuurgevecht bij de O.K. Corral), daarna werd Bisbee dit.

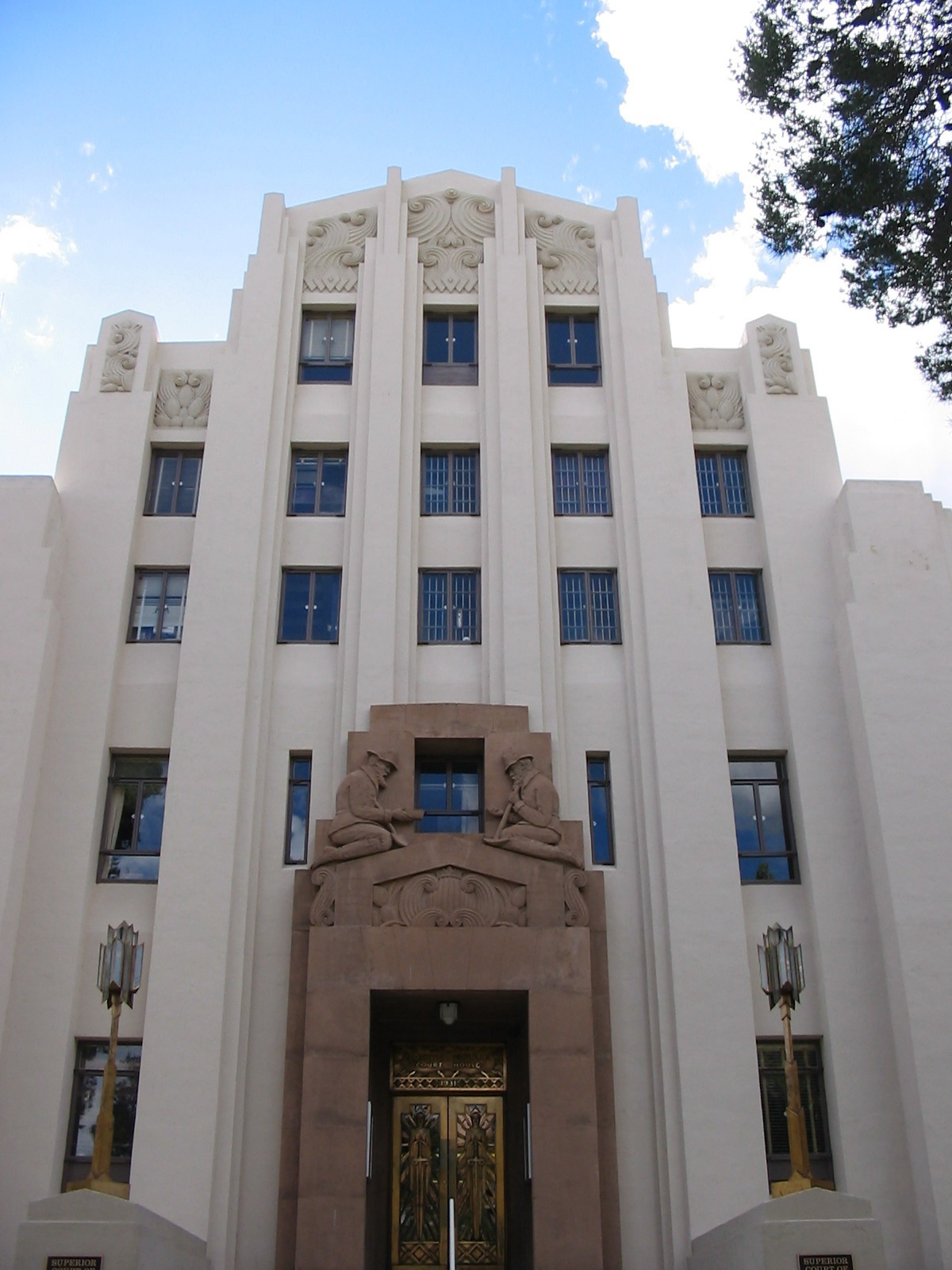
Het gerechtsgebouw van Cochise County in Bisbee